# Wright R-3350 Duplex-Cyclone
El Wright R-3350 Duplex-Cyclone fue uno de los motores aeronáuticos radial más potentes producidos en Estados Unidos. Era un motor radial de 18 cilindros en doble fila, sobrealimentado y refrigerado por aire. La potencia que ofrecía variaba entre los 2200 y 3.700 hp (1.640 a 2.760 kW), dependiendo del modelo. Su desarrollo comenzó antes de la Segunda Guerra Mundial, pero el diseño requirió mucho tiempo para madurar y finalmente ser empleado para propulsar el bombardero estratégico Boeing B-29 Superfortress.

## Modelos
- R-3350-13 : 2200 hp (1600 kW)
- R-3350-23 : 2200 hp (1600 kW)
- R-3350-24W : 2.500 hp (1.900 kW)
- R-3350-26W : 2.800 hp (2.100 kW)
- R-3350-32W : 3.700 hp (2.800 kW)
- R-3350-42WA : 3.800 hp (2.830 kW)
- R-3350-53 : 2.700 hp (2.000 kW)
- R-3350-57 : 2200 hp (1600 kW)
- R-3350-85 : 2.500 hp (1.900 kW)
- R-3350-89A : 3.500 hp (2600 kW)
- R-3350-93W : 3.500 hp (2600 kW)

## Aplicaciones
- Beechcraft XA-38 Grizzly
- Boeing B-29 Superfortress
- Boeing XC-97 Stratofreighter
- Boeing XPBB Sea Ranger
- Canadair CL-28 Argus
- Consolidated B-32 Dominator
- Curtiss XBTC-2
- Curtiss XF14C
- Curtiss XP-62
- Douglas A-1 Skyraider
- Douglas BTD Destroyer
- Douglas DC-7
- Douglas XB-31
- Fairchild C-119 Flying Boxcar
- Fairchild AC-119
- Lockheed Constellation
- Lockheed EC-121 Warning Star
- Lockheed L-1649A Starliner
- Lockheed P-2 Neptune
- Lockheed XB-30
- Martin JRM Mars
- Martin XB-33 Super Marauder
- Martin P5M Marlin
- Stroukoff YC-134

### Desarrollos relacionados
- Wright Cyclone
- Wright R-1300 Cyclone 7
- Wright R-1820 Cyclone 9
- Wright R-2600 Cyclone 14

### Motores similares
- BMW 802
- Bristol Centaurus
- Dobrynin VD-4K
- Pratt & Whitney R-2800
- Nakajima Homare
- Shvetsov ASh-73